# Palazzi e dimore della famiglia Dolfin
In questa voce sono raccolte, sotto un'unica lista, i palazzi e le dimore appartenute alla famiglia Dolfin di Venezia.

## Lista

### Veneto

#### Venezia
- Palazzo Dolfin Manin (San Salvador, San Marco)
- Ca' Dolfin (Università Ca' Foscari; San Pantalon, Dorsoduro)
- Palazzo Dolfin (San Tomà, San Polo)
- Palazzo Dolfin (San Lorenzo, Castello)
- Palazzo Dolfin Bollani (Santa Marina, Castello)
- Palazzo e palazzetto Dolfin (Santi Apostoli, Cannaregio)

##### Venezia provincia
- Casa Fiandra Dolfin (Mirano)
- Ca' Dolfin, Lippomano, Querini (Cavarzere)
- Villa Dolfin, Fontana, Nascetti, De Ferrari (Scorzè)
- Barchesse di villa Valmarana (Mira)

#### Padova
- Villa Dolfin Boldù (Este)
- Palazzo Papadopoli Dolfin Boldù (Padova)
- Palazzo Dolfin Compostella (Padova)
- Palazzo Cappello (Padova)

- Villa Dolfin Boldù (Este)

- Villa Dolfin Dal Martello detta "La Mincana" (Carrara San Giorgio)
- Villa Nave, Querini, Correr, Dolfin, Compostella, detta "Ca' Nave" (Cittadella)

#### Rovigo
- Ca' Dolfin (Rovigo)
- Villa Dolfin (Fratta Polesine)
- Palazzo Ca' Dolfin-Marchiori  (Lendinara)

#### Treviso
- Palazzo Dolfin (Treviso)
- Villa Dolfin Giustinian Recanati (Spresiano)
- Villa Dolfin, Gradenigo (Castelfranco Veneto)[1]
- Villa Priuli, Dolfin, Gritti, Vedovato (Vedelago)
- Villa Rubbi, Rinaldi, Paravia, Baldù, Dolfin, Serena (Ponzano Veneto)
- Villa Colonna, Dolfin, ora Jonoch (Ramon)[2]
- Casa Menegazzi, Dolfin (Santandrà)

#### Vicenza
- Palazzo Casale Dolfin (Rosà)
- Villa Dolfin Boldù Cantele (Rosà)
- Villa Dolfin Baggio, detta “Reale” (Rosà)
- Villa Compostella Dolfin Bussandri (Bassano del Grappa)
- Torre Barbarano, Dolfin, Cornaro, Venier, Garzetta, Salvi, Salvioli, Cantarella (San Germano dei Berici)
- Villa Dolfin, Cornaro, Venier, Garzetta, Salvi-Bonin, Savioli-Bonin, Cantarella-Bonin, Mistrorigo-Capparotto-Cantarella (San Germano dei Berici)

### Fiuli-Venezia-Giulia

#### Pordenone
- Villa Correr Dolfin (Porcia)
- Palazzo Dolfin - Spelladi - Porcia (Pordenone)

#### Udine
- Palazzo Patriarcale
- Chiesa di Sant'Antonio Abate

## Veneto
| Immagine          | Nome | Località                   | Note          |
| Venezia città     | Venezia città | Venezia città              | Venezia città |
| ----------------- | --- | -------------------------- | ------------- |
|                   | Palazzo Ca' Dolfin | San Salvador, San Marco    |               |
|                   | Palazzo Dolfin Manin | San Pantalon, Dorsoduro)   |               |
|                   | Palazzo Dolfin | San Tomà, San Polo         |               |
|                   | Palazzo Dolfin | San Lorenzo, Castello      |               |
|                   | Palazzo Dolfin Bollani                                                                                                  | Santa Marina, Castello     |               |
|                   | Palazzo e palazzetto Dolfin                                                                                             | Santi Apostoli, Cannaregio |               |
| Venezia provincia | |                            |               |
|                   | Casa Fiandra Dolfin | Mirano                     |               |
|                   | Ca' Dolfin, Lippomano, Querini                                                                                          | Cavarzere                  |               |
|                   | Villa Dolfin, Fontana, Nascetti, De Ferrari                                                                             | Scorzè                     |               |
|                   | Barchesse di villa Valmarana                                                                                            | Mira                       |               |
| Treviso           | |                            |               |
|                   | Palazzo Dolfin | Treviso                    |               |
|                   | Villa Dolfin Giustinian Recanati                                                                                        | Spresiano                  |               |
|                   | Villa Dolfin, Gradenigo                                                                                                 | Castelfranco Veneto        | [ 1 ]         |
|                   | Villa Priuli, Dolfin, Gritti, Vedovato                                                                                  | Vedelago                   | [ 3 ]         |
|                   | Villa Rubbi, Rinaldi, Paravia, Baldù, Dolfin, Serena                                                                    | Ponzano Veneto             |               |
| Padova            | |                            |               |
|                   | Palazzo Papadopoli Dolfin Boldù                                                                                         | Padova                     |               |
|                   | Palazzo Dolfin Compostella                                                                                              | Padova                     |               |
|                   | Palazzo Cappello | Padova                     |               |
|                   | Villa Dolfin Boldù | Este                       |               |
|                   | Villa Dolfin Dal Martello detta "La Mincana"                                                                            | Carrara San Giorgio        |               |
|                   | Villa Nave, Querini, Correr, Dolfin, Compostella, detta "Ca' Nave"                                                      | Cittadella                 |               |
| Vicenza           | |                            |               |
|                   | Palazzo Casale Dolfin                                                                                                   | Rosà                       |               |
|                   | Palazzo Casale Dolfin                                                                                                   | Rosà                       |               |
|                   | Villa Dolfin Boldù Cantele                                                                                              | Rosà                       |               |
|                   | Villa Dolfin Baggio, detta “Reale”                                                                                      | Rosà                       | [ 4 ]         |
|                   | Villa Compostella Dolfin Bussandri                                                                                      | Bassano del Grappa         |               |
|                   | Torre Barbarano, Dolfin, Cornaro, Venier, Garzetta, Salvi, Salvioli, Cantarella                                         | San Germano dei Berici     |               |
|                   | Villa Dolfin, Cornaro, Venier, Garzetta, Salvi-Bonin, Savioli-Bonin, Cantarella-Bonin, Mistrorigo-Capparotto-Cantarella | San Germano dei Berici     |               |
|                   | Villa e barchessa Dolfin                                                                                                | Val Liona                  |               |
| Rovigo            | |                            |               |
|                   | Ca' Dolfin | Rovigo                     |               |
|                   | Villa Dolfin | Fratta Polesine            |               |
|                   | Ca' Dolfin Marchiori | Lendinara                  |               |
|                   | Ca' Dolfin | Pincara                    |               |

## Friuli Venezia Giulia
| Immagine  | Nome                               | Località  | Note                                                         |
| Udine     | Udine                              | Udine     | Udine                                                        |
| --------- | ---------------------------------- | --------- | ------------------------------------------------------------ |
|           | Palazzo Patriarcale                | Udine     |                                                              |
|           | Chiesa di Sant'Antonio Abate       | Udine     | La facciata è stata commissionata da Dioniso Dolfin, vescovo |
| Pordenone |                                    |           |                                                              |
|           | Palazzo Dolfin - Spelladi - Porcia | Pordenone |                                                              |
|           | Villa Correr Dolfin                | Porcia    |                                                              |

## Lombardia
| Immagine | Nome                       | Località | Note |
| -------- | -------------------------- | -------- | ---- |
|          | Palazzo Dolfin Compostella | Crema    |      |